# Калифорнийская золотая лихорадка

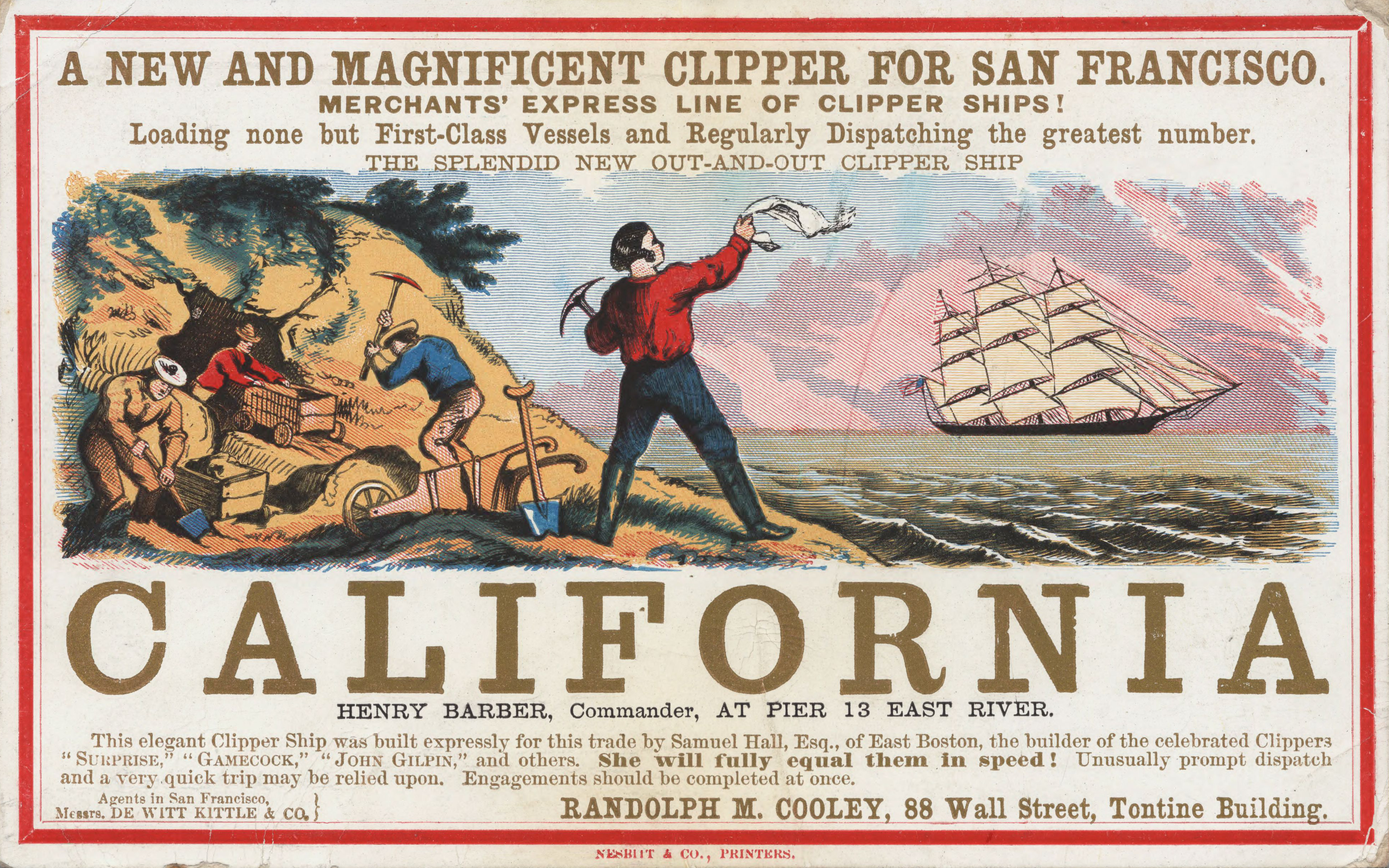
Прибытие корабля в Калифорнию во время золотой лихорадки

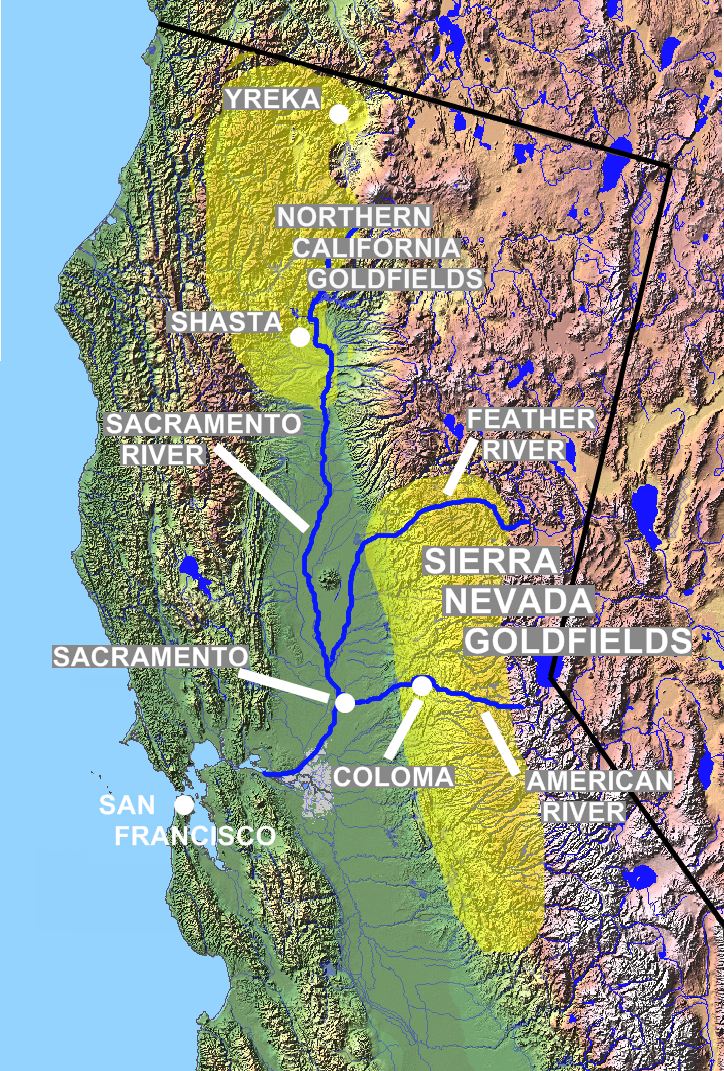
Расположение калифорнийского золота

Калифорнийская золотая лихорадка — неорганизованная массовая добыча золота в Калифорнии в 1848—1855 годах. Началась золотая лихорадка 24 января 1848 года, когда Джеймс В. Маршалл (англ. James W. Marshall) обнаружил золото вблизи лесопилки Саттера (англ. Sutter's sawmill), которой владел калифорнийский предприниматель Джон Саттер, на реке Американ-Ривер. Как только новость об обнаружении распространилась, около 300 тысяч человек прибыли в Калифорнию из других штатов США и из-за рубежа.
Первые золотоискатели, которых стали называть «людьми 49-го» (англ. forty-niners), отправлялись в Калифорнию на парусных судах, в товарных вагонах со всего континента, часто сталкиваясь со значительными трудностями в дороге. Золотая лихорадка также привлекла десятки тысяч искателей из стран Латинской Америки, Европы, Австралии и Азии. Было обнаружено золото на сумму в несколько миллиардов сегодняшних долларов, что привело к появлению множества нуворишей среди старателей. Другие, однако, вернулись домой с пустыми руками.
Последствия золотой лихорадки были многочисленными. Всего за несколько лет Сан-Франциско вырос из небольшого поселения в крупный город, в Калифорнии были построены дороги, школы, больницы и церкви. Была создана система законов, а в 1850 году Калифорния официально стала штатом США, который теперь часто называют «Золотой штат». Резко выросла и развилась отрасль сельского хозяйства. Однако у золотой лихорадки в Калифорнии выделяют и ряд негативных последствий, среди которых вытеснение индейцев с их традиционных земель и нанесение вреда окружающей среде.

## История

Пять серебряных тройских унций. Тезаврационная монета с изображением старателя времён золотой лихорадки

Всё началось неподалёку от лесопилки Саттера близ городка Колома. 24 января 1848 года Джеймс В. Маршалл, работавший на Джона Саттера, обнаружил крупинки золота в водяном колесе на южном рукаве Американ-Ривер. Он отнёс находку Саттеру, и вдвоём они тщательно проверили металл, убедившись, что это было золото. Саттер был весьма обеспокоен и хотел, чтобы эта информация оставалась в тайне, поскольку боялся, что его сельскохозяйственный бизнес пострадает в случае начала массовых поисков золота. Однако вскоре поползли слухи, которые подтвердились в марте 1848 года издателем газеты и торговцем Сэмюэлем Бреннаном из Сан-Франциско. После того, как он открыл свой бизнес по торговле золотом, он прошёлся по улицам Сан-Франциско, держа над головой фиал с драгоценным металлом, восклицая «Золото! Золото! Золото из реки Американ-Ривер». После этого множество калифорнийских семей, занимавшихся ранее фермерством, решило отправиться на поиски золота, став первыми старателями.
19 августа 1848 года на тот момент имевшая наибольший тираж газета восточного побережья New York Herald сообщила о начале золотой лихорадки в Калифорнии, а 5 декабря президент США Джеймс Полк подтвердил это в своём обращении к конгрессу. Вскоре огромное число иммигрантов со всего мира, позже названных «людьми 49-го», приехали в Калифорнию. Худшие опасения Саттера подтвердились, его бизнес был разрушен; рабочие уехали на поиски золота, а поселенцы селились на его земле, воровали зерно и скот.
До начала лихорадки Сан-Франциско был крошечным поселением. Когда его жители узнали об открытии золота, городок опустел, а люди побросали свои дела, присоединившись к поискам золота. Однако впоследствии в город прибыло множество иммигрантов и торговцев, что привело к его резкому росту. Численность населения выросла с примерно 1 тыс. человек в 1848 до 25 000 постоянных жителей в 1850 году. Как и в случае со многими городами, выросшими в результате лихорадки, внезапный приток людей подрывал инфраструктуру Сан-Франциско и других городов около золотых приисков. Люди жили в палатках, деревянных лачугах или каютах, выломанных из заброшенных кораблей. В каждом лагере из подобных построек находились салун и казино.

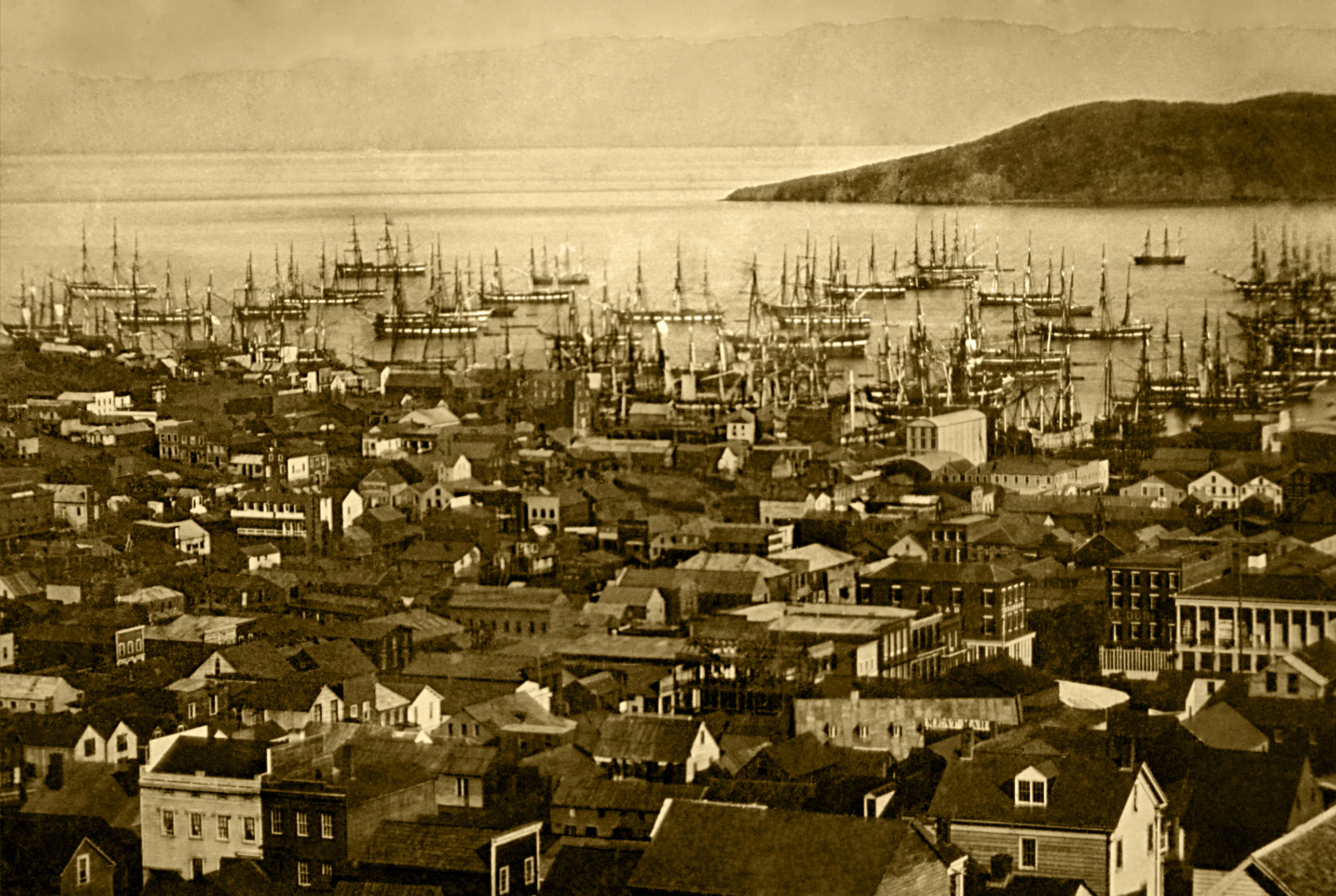
Сан-Франциско в 1851 году

Приехать в Калифорнию в те времена было очень трудно. «Аргонавты» (так по-другому называли людей 49 года) поначалу прибывали большей частью на водном транспорте. С восточного берега такое путешествие через Южную Америку занимало от 5 до 8 месяцев. Другие водные пути лежали через Панаму и Никарагуа. Также многие золотоискатели приходили с восточного берега по сухопутной дороге, так называемому Калифорнийскому пути.
На каждом из этих путей «аргонавтов» ждали различные опасности: от кораблекрушений до эпидемий тифа и холеры.
В порту Сан-Франциско из-за лихорадки оказалось целое скопление брошенных кораблей. Горожане превращали эти корабли в склады, магазины, таверны, гостиницы, а одно судно даже стало тюрьмой.
Спустя несколько лет часть прибывших стала уезжать дальше на север Калифорнии, например, на место современного Тринити. Находки золота в Уайрике стали причиной усиления потока иммигрантов в те районы.